# Knesset
La Knesset (in ebraico הַכְּנֶסֶת‎?, [haˈkneset]; lett. "l'assemblea") è il parlamento monocamerale d'Israele. È composto da 120 membri eletti ogni quattro anni tramite il sistema proporzionale e detiene il potere legislativo. 
Tra i suoi compiti principali rientrano il potere di emanare leggi (tra cui le Leggi fondamentali), eleggere il Presidente e il Primo ministro (anche se quest'ultimo è formalmente nominato dal Presidente), dare la fiducia al governo e supervisionare il suo lavoro. La Knesset ha, inoltre, la facoltà di destituire il Presidente, attraverso una procedura di messa in stato d’accusa, o il governo (attraverso una mozione di sfiducia costruttiva), nonché di sciogliere se stessa, indicendo nuove elezioni.
L'assemblea ha sede nella zona occidentale di Gerusalemme.

## Storia
Il primo incontro dell'Assemblea Costituente fu svolto nell'edificio dell'Agenzia ebraica il 14 febbraio del 1949 a Gerusalemme; successivamente, dall'8 marzo al 14 dicembre le sedute politiche si sono tenute nel Cinema Kessem di Tel Aviv. A partire dal 1950, l'assemblea si sposta di nuovo e definitivamente a Gerusalemme. La sua collocazione temporanea fu al Froumine Building di King George Street. 
Nel 1957 James A. de Rothschild annunciò al primo ministro David Ben-Gurion la donazione dei fondi per la costruzione di un nuovo edificio che potesse ospitare permanentemente la Knesset, e il 31 agosto del 1966 venne inaugurato il palazzo. Una nuova ala, la cui edificazione fu iniziata nel 1981, è stata completata nel 1992; mentre un nuovo settore, ancora in costruzione, è in progetto dal 2005.